# Gran Premio Città di Rio Saliceto e Correggio 1999
Il Gran Premio Città di Rio Saliceto e Correggio 1999, sesta edizione della corsa, si svolse il 24 luglio 1999. La vittoria fu appannaggio dell'italiano Giovanni Lombardi, che precedette i connazionali Alessandro Pozzi ed Adriano Baffi.

## Ordine d'arrivo (Top 3)
| Pos. | Corridore                   | Squadra                      | Tempo     |
| ---- | --------------------------- | ---------------------------- | --------- |
| 1    | Giovanni Lombardi           | Team Deutsche Telekom        | 3h35'00'' |
| 2    | Alessandro Pozzi            | Amica Chips-Costa de Almería | s.t.      |
| 3    | Adriano Baffi               | Mapei-Quick Step             | a 8''     |
| 4    | Cristian Auriemma           | Navigare-Gaerne              | s.t.      |
| 5    | Stefano Verziagi            | Fuenlabrada-Cafés Toscaf     | s.t.      |
| 6    | Mario Traversoni            | Saeco-Cannondale             | a 45''    |
| 7    | Cristian Moreni             | Liquigas-Pata                | s.t.      |
| 8    | Aleksandr Šefer             | Riso Scotti-Vinavil          | a 53''    |
| 9    | Dimitri Pavi degl'Innocenti | KRKA-Telekom Slovenije       | a 1'45''  |
| 10   | Fabio Roscioli              | Amica Chips-Costa de Almería | s.t.      |